# Robin Cantegrel
Robin Cantegrel, né le 13 février 1995 à Nantes est un handballeur français. Il joue au poste de gardien de but dans le club allemand du HC Elbflorenz (de) depuis 2024.

## Biographie
Pur nantais et fils de l'un des dirigeants du HBC Nantes, par ailleurs speaker du club, Robin Cantegrel effectue toute sa formation au HBC Nantes en commençant le handball à l’âge de 13 ans puis en intégrant le centre de formation en 2012 tout en étant sélectionné en équipes de France cadets, jeunes et juniors. Devenu stagiaire, il n'est que le troisième gardien de l'effectif professionnel derrière Cyril Dumoulin et Arnaud Siffert et décide donc de signer en 2017 son premier contrat professionnel au Pontault-Combault Handball,.
Il évolue alors en Pro D2 et grâce à sa quatrième place au terme de la saison régulière, Cantegrel et les Pontellois sont qualifiés pour les barrages d'accession. Avec 4 matchs nuls en autant de matchs, Pontault remporte ces barrages sans remporter de victoire mais obtient le second ticket d'accession en D1. Ironie de l'histoire, c'est face au HBC Nantes que Cantegrel joue son premier match lors du Championnat de France 2017/18. Si le club pontellois ne parvient pas à se maintenir au terme de la saison, terminant dernier avec seulement 3 victoires en 26 matchs, Robin Cantegrel réalise une très bonne saison sur le plan individuel puisqu'il termine troisième meilleurs gardien en nombre d'arrêts et quatrième en pourcentage avec 32,88 % d'arrêts.
Ces bonnes performances incitent Didier Dinart à le sélectionner en équipe de France A pour une double confrontation en avril 2019 face au Portugal à l'occasion des qualifications pour le Championnat d'Europe 2020. À la lutte avec Wesley Pardin pour la place de deuxième gardien derrière Vincent Gérard, la France (avec Pardin) s'incline à la surprise générale lors du premier match au Portugal. Dès lors, si Cantegrel est bien sur la feuille du match pour la deuxième rencontre désormais décisive, il n'entre sur le terrain qu'à l'occasion du jet de 7 mètres qu'il ne parvient pas à arrêter.
Entre-temps, Cantegrel a signé en janvier 2019 un contrat au Cesson Rennes Métropole Handball pour les deux saisons suivantes, étant notamment séduit par les ambitions du club qui prévoit notamment d'ouvrir sa nouvelle salle, la Glaz Arena. À ce moment-là, Cesson a six points d'avance sur la zone de relégation, mais enchaine ensuite les mauvais résultats et se retrouve quasiment condamné à la relégation après une défaite face au dernier, le Pontault-Combault Handball de Cantegrel... Le néo-international se trouve alors contraint de retrouver le Championnat de France de D2 et tente de trouver une solution avec ses futurs employeurs pour rompre son contrat et rester dans l'élite. Mais c'est bien sous le couleurs rennaises que Cantegrel évolue au début de la saison 2019/2020. Après une première partie de saison difficile sous les ordres de l'ancien gardien champion du monde Christian Gaudin, le club obtient ensuite de meilleurs résultats, ayant retrouvé la tête du classement lorsque le championnat est interrompu à cause de la pandémie de Covid-19.
Malgré le retour en D1, Cantegrel ne souhaite pas honorer sa deuxième année de contrat à Cesson et signe pour le club macédonien du Vardar Skopje. Après une saison difficile où il est finalement peu utilisé (il n'a par exemple joué que 2 matchs en Ligue SEHA), il signe un contrat de 2 ans au Fenix Toulouse Handball. Au terme d'une saison décevante (23,36 % d'arrêts en championnat et un temps de jeu limité derrière Jef Lettens), il quitte le club toulousain un an seulement après son arrivée pour retourner à Pontault-Combault Handball en ProLigue.

## Palmarès

### En club
Compétitions nationales
- Championnat de France de D2
  - Champion en 2020
  - Deuxième en 2018
- Championnat de Macédoine du Nord
  - Champion en 2021